# 小板齿鼠
小板齿鼠（学名：Bandicota bengalensi）也称孟加拉板齿鼠，一种分布于南亚及东南亚地区的小型哺乳动物，隶属于鼠科板齿鼠属。

## 形态特征
小板齿鼠体型中等，躯体壮实，体长280毫米左右，吻部略朝上。背毛通常浅棕色，杂有灰黑色的针毛。腹毛浅灰色，毛尖米色或暗黄色。尾长通常比体长短20～30毫米。后足细长，足背为黑色，趾具直爪，跖垫小而低平，表面光滑。门齿宽，牙珐琅质呈橙色或米色，上门齿略向前突出。